# Alfonso de Alba
Alfonso de Alba Martín (Lagos de Moreno, Jalisco, 9 de septiembre de 1921 - ibídem, 14 de marzo de 1996) fue un abogado, escritor y académico mexicano.

## Semblanza biográfica
Estudió Derecho en la Universidad Nacional Autónoma de México (UNAM), obtuvo el título de abogado en 1945. De 1947 a 1954 se dio a la tarea de dirigir la Biblioteca de Autores Laguenses compuesta por trece tomos, compilando poemas y ensayos de José Becerra, Antonio Moreno y Oviedo, Mariano Azuela, Francisco González León, y con la colaboración de Carlos González Peña, Alejandro Martín del Campo, Enrique Aragón Echegaray, y de él mismo.  Esta colección proporciona datos biográficos, atmósferas históricas, valoraciones estéticas, así como remembranzas sobre política y cultura desde la época del porfiriato a la Revolución mexicana. La obra literaria de Alfonso de Alba está dedicada a dar a conocer su ciudad y región natal.
Fue diputado de la XL Legislatura del Congreso del Estado de Jalisco. De 1955 a 1958 fue secretario de Gobierno del Estado de Jalisco en la administración de Agustín Yáñez, así como en el sexenio de Flavio Romero de Velasco. Fue diputado federal de la XLVII Legislatura del Congreso de la Unión de México. Fue coordinador de la Casa de la Cultura Jalisciense y director del Centro de Estudios Políticos, Económicos y Sociales del Partido Revolucionario Institucional (PRI). 
Fue elegido miembro correspondiente de la Academia Mexicana de la Lengua, leyó el discurso "La pastorela de Lagos" el 10 de noviembre de 1978, la bienvenida estuvo a cargo de Agustín Yáñez.  En 1982, fue fundador de El Colegio de Jalisco y presidente de la institución hasta 1991.
Tuvo tres hijas y tres hijos, entre los cuales se destaca el embajador Luis Alfonso de Alba Góngora.

## Obras publicadas
- Al toque de queda: leyendas laguenses, 1953.
- Biblioteca de Autores Laguenses, en trece volúmenes, 1947-1954.
  - De ocios a pátina de Antonio Moreno y Oviedo, 1947.
  - Mirando al cielo de José Becerra, 1947.
  - Campanas de la tarde, de Francisco González León, 1948
  - Gentes y paisajes de Jalisco, de Carlos González Peña, 1949.
  - Silueta y color de Lagos, de Enrique Aragón Echeagaray, 1949.
  - Pedro Moreno, el insurgente: biografía novelada, de Mariano Azuela, 1949.
  - Antonio Moreno y Oviedo y la generación de 1903, de él mismo,1949.
- La provincia oculta: su mensaje literario, 1949.
- El alcalde de Lagos y otras consejas, 1957.
- Mariano Otero: su pensamiento precursor, 1984.